# كونسول (كيدي)
كونسول (Konsole) هو طرفية للواجهة الرسومية كدي.

## مميزات
- علامة تبويب عناوين تحديث ديناميكي واعتماداً على النشاط الجاري في المحطة الطرفية.
- سبليت - وضع عرض.
- وضع مؤشرات مرجعية "ssh"
- تخصيص لون المخططات.
- تخصيص أغلفة الرئيسية.
- إشعارات حول الصمت أو النشاط في المحطة
- تدريجيه بحث
- لا يمكن فتح دولفين أو المستخدمين يفضل مدير الملفات في برنامج المحطة الحالية دليل [7]
- التصدير من الإنتاج في نص عادي أو لغة تأشير النص الفائق